# پرت و کینروس
پرت و کینروس (به انگلیسی: Perth and Kinross) یک شهرستان در بریتانیا است که در اسکاتلند واقع شده‌است.
این شهرستان ۵٬۲۸۶ کیلومتر مربع مساحت و ۱۴۷٬۰۰۰ نفر جمعیت دارد.